# Leidya ucae
Leidya ucae är en kräftdjursart som beskrevs av Arthur Sperry Pearse1930. Leidya ucae ingår i släktet Leidya och familjen Bopyridae. Inga underarter finns listade i Catalogue of Life.